# Metromedia
Metromedia (ook wel MetroMedia) was een netwerk van televisiestations in de Verenigde Staten. Het was voornamelijk gebouwd op de restanten van het DuMont Television Network uit de jaren 50, totdat het nieuw leven ingeblazen werd met de oprichting van Fox Network in de jaren 80.
Alhoewel Metromedia omschreven zou moeten worden als een televisienetwerk, hadden de individuele stations een grote vorm van autonomie. Het netwerk was in het bezit van John Kluge, die het netwerk (met hulp van een investeringsgroep) kocht in 1956. Uiteindelijk verkreeg hij 75% van het bedrijf in handen en in 1986 werden alle aandelen verkocht aan Rupert Murdoch voor enkele miljarden dollars.
Het Metromedia-merk wordt nog steeds gebruikt door Kluge, alhoewel ze niets te maken hebben met dit televisienetwerk en de meeste van zijn nieuwe activiteiten hebben geen relatie met media.

## Voormalige Metromedia-stations
| DMA# | Markt                  | Station                        | Huidige activiteit                            |
| ---- | ---------------------- | ------------------------------ | --------------------------------------------- |
| 1.   | New York               | WNEW-TV-5 (tegenwoordig WNYW)  | FOX — eigendom en station in gebruik door Fox |
| 2.   | Los Angeles            | KTTV-11                        | FOX — eigendom en station in gebruik door Fox |
| 3.   | Chicago                | WFLD-32                        | FOX — eigendom en station in gebruik door Fox |
| 5.   | Boston                 | WCVB-5                         | ABC — eigendom van Hearst-Argyle              |
| 7.   | Dallas - Fort Worth    | KRLD-TV-33 (tegenwoordig KDAF) | The WB — eigendom van Tribune Broadcasting    |
| 8.   | Washington             | WTTG-5                         | FOX — eigendom en station in gebruik door Fox |
| 11.  | Houston                | KRIV-26                        | FOX — eigendom en station in gebruik door Fox |
| 14.  | Minneapolis-Saint Paul | WTCN-11 (tegenwoordig KARE)    | NBC — eigendom van Gannett                    |
| 31.  | Kansas City            | KMBC-9                         | ABC — eigendom van Hearst-Argyle              |
| 33.  | Cincinnati             | WXIX-19                        | FOX — eigendom van Raycom Media               |